# Hans von Mangoldt
Hans Karl Friedrich von Mangoldt (ur. 18 maja 1854 w Weimarze, zm. 27 października 1925 w Gdańsku) – profesor zwyczajny matematyki.

## Życiorys
Absolwent studiów matematycznych na uniwersytetach w Neuchâtel, Getyndze i Berlinie. 
Profesor zwyczajny na Politechnice Hanowerskiej (1884–1886), później na Politechnice Akwizgrańskiej (1886-1904), a w latach 1898–1901 - rektor tej uczelni.
Od 6 października 1904 - pierwszy rektor nowo powstałej Królewskiej Wyższej Szkoły Technicznej w Gdańsku (Königliche Technische Hochschule zu Danzig) w 1945 przekształconej w polską Politechnikę Gdańską. Mieszkał przy obecnej ul. Wassowskiego 7 w Gdańsku Wrzeszczu.
Od 1920 doktor inżynier honoris causa Politechniki Akwizgrańskiej.